# Mimacanthocinus tonkinensis
Mimacanthocinus tonkinensis là một loài bọ cánh cứng trong họ Cerambycidae.